# 小行星21050
小行星21050（21050 Beck）是一颗绕太阳运转的小行星，为主小行星带小行星。该小行星于1990年10月10日发现。

## 轨道参数
小行星21050的轨道半长轴为2.7514279 UA，离心率为0.190。